# Geschichte des Pfands auf Einweggetränkebehälter in Deutschland
Die Geschichte des Pfands auf Einweggetränkebehälter in Deutschland basiert auf einem langwierigen Prozess, die Verpackungsverordnung (VerpackV) aus dem Jahr 1991 in einheitliche Regelungen zu ändern und zu novellieren. Dies gestaltete sich als schwierig, da sich vor allem Handelsunternehmen gegen ein „Zwangspfand“ aussprachen und den Prozess der Einführung mit rechtlichen Mitteln zu blockieren versuchten. Zwischenzeitlich sah auch die Europäische Kommission eine Benachteiligung ausländischer Getränkehersteller durch die Pfandregelung und leitete ein Vertragsverletzungsverfahren gegen die Bundesregierung ein.
Ab dem 1. Januar 2003 wurde das Pfand auf Einweggetränkebehälter in Deutschland erstmalig rechtskräftig, wobei ein landesweites Rückgabesystem noch nicht entwickelt war – stattdessen dominierten anfangs sogenannte Insellösungen, also eigene, nicht miteinander kombinierbare Rückgabesysteme der Handelsunternehmen.
Erst ab dem 28. Mai 2005 gilt das Einwegpfand in seiner heutigen Form, wobei Getränkebehälter zwischen 0,1 und 3,0 Liter mit einem gleichgültigen Pfand in Höhe von 0,25 € bepfandet werden und in ganz Deutschland, unabhängig vom Kauf, zurückgegeben werden können. Der damalige Minister des Bundesministerium für Umwelt, Naturschutz und Reaktorsicherheit, Jürgen Trittin, war maßgeblich an der Gesetzesgebung beteiligt.

## Rechtliche Grundlage (1991–2000)
Die Grundlage für das Einwegpfand ist die von Bundesumweltminister Klaus Töpfer (CDU) durchgesetzte Verpackungsverordnung (VerpackV) aus dem Jahr 1991. Ihre Regelung sah eine Einführung eines Pfandsystems aber erst dann vor, wenn die „Mehrwegquote“ den festgelegten Tiefstwert von 72 % zwei Jahre in Folge unterschreiten würde. Bestätigte sich diese Entwicklung dann im Rahmen einer einjährigen Nacherhebung, so würden in denjenigen Getränkebereichen, in denen der Mehrweganteil den Tiefstwert unterschreitet, alle Einwegverpackungen mit einem Pflichtpfand von mindestens 50 Pfennig belegt. Diese Regelung sollte sechs Monate nach der Veröffentlichung der Daten der betreffenden Nacherhebungen im Bundesanzeiger automatisch wirksam werden.
Nachdem diese Mehrwegquote bereits im Jahr 1997 mit 71,35 % und laut Gesellschaft für Verpackungsmarktforschung (GVM) sogar mit 71,33 % unterschritten wurde, begann der einjährige Nachprüfungszeitraum. Auch in diesem Zeitraum wurde 1998 mit 70,13 % eine Unterschreitung festgestellt. Man rechnete mit der Veröffentlichung der Ergebnisse im Bundesanzeiger um die Jahre 2001 bis 2002.
Problematisch war die in der Verpackungsverordnung definierte Begrenzung der Bepfandung auf die Getränkebereiche, in denen die Mehrwegquote unterschritten wurde. Die gemessenen Unterschreitungen gab es jedoch lediglich in den Bereichen Wein, Bier und Mineralwasser. Etwaige andere Getränkebereiche, die teilweise die exakt gleichen Einweggebinde verwenden und ebenfalls zur Umweltbelastung beitragen, würden nach dieser Regelung somit nicht bepfandet werden. Diese inkonsistente Lösung würde, wenn rechtskräftig, besonders bei den Endverbrauchern für Verwirrung sorgen. Darüber hinaus war eine „ökologische Überlegenheit von Mehrwegsystemen“ zur Zeit unbelegt, weshalb die bisherige Situation generell einen dringenden Reformbedarf vorsah. Diesem wollte das Bundesumweltministerium ursprünglich nachgehen, indem die bisher vorgesehene Pfandpflicht durch eine Abgabe (z. B. als Steuer) auf alle Einweggetränkeverpackungen ersetzt wird. Ein „Dosen-Gipfel“ im Juni 2000, bei dem die betroffenen Wirtschaftskreise über diese mögliche Alternative verhandelten, war jedoch gescheitert, da sich der Bundesverband der deutschen Industrie (BDI) und der Deutsche Industrie- und Handelstag (DIHT) grundsätzlich gegen eine Abgabe auf Einweggetränkeverpackungen positionierten.
Trotz der Forderungen befürwortete der nachfolgende Bundesumweltminister Jürgen Trittin weiterhin die Einführung eines Einwegpfandes nach der Mehrwegquote, um „die Dosenflut zu stoppen“. Trittin selbst positionierte sich gegen eine Steuer auf Einweggetränke. Der Deutsche Gewerkschaftsbund sprach sich ebenfalls für die Einführung eines Pflichtpfands aus.
In Beratungen hatte das Land Rheinland-Pfalz vorgeschlagen, die Verpackungsverordnung so zu ändern, dass als Bezugsgröße für die Auslösung eines Zwangspfandes statt der 72 %-Quote eine Mindestabfüllmenge von 23 Milliarden Liter eingeführt wird. Dies entspreche der 1991 in Mehrwegverpackungen sowie der im Jahr 1998 in Getränkekartons abgefüllten Getränkemenge. Durch diese Anpassung würde ein Zwangspfand bei Unterschreitung auf alle Getränkesparten und nicht nur auf Bier und Wasser, wie die bisherige Quote vorsieht, angewandt. Außerdem sei es möglich, „in Ruhe über neue Instrumente zur Stabilisierung und Stärkung von ökologisch und ökonomisch sinnvollen Getränkeverpackungen, aber auch über die Verpackungsverordnung insgesamt nachzudenken“, so Herbert Mertin, Justizminister des Landes Rheinland-Pfalz.
Zuvor sprach auch die FDP in einem Antrag an die Bundesregierung von einer „ökologisch kontraproduktiven und ökonomisch belastenden Zwangspfandregelung“, da sie „die Anschaffung von Automaten zur Rücknahme der Pfanddosen und -flaschen“ erzwinge. Außerdem habe sich die „ökologische Bewertung von Einwegverpackungen aufgrund neuer Erkenntnisse maßgeblich geändert“, weshalb man die Bundesregierung aufforderte, die Verpackungsverordnung zu überarbeiten und das Instrument der Mehrwegquote zu flexibilisieren.
Am 25. Oktober 2000 einigten sich dann die Umweltminister der einzelnen Länder (mit Ausnahme von Rheinland-Pfalz) auf die Einführung des Pflichtpfandes für Dosen und Einwegflaschen unter Berücksichtigung der bisherigen 72 %-Quote. Ziel der Einführung war die Stabilisierung und Erhöhung der Mehrwegquote; außerdem sollte damit der Verpackungsmüll reduziert werden. Geplant war die Einführung im Sommer 2001. Mit der Umstellung auf den Euro ab dem 1. Januar 2002 sollte dann ein Pfand von 25 Cent und (ab einem Inhalt von 1,5 Liter) 50 Cent erhoben werden.
Durch die Medien wurden in diesem Zeitraum viele Einzelheiten, die noch ungeklärt waren, aufgegriffen und teilweise verzerrt. So berichtete man von einer vermeintlichen Pfandpflicht auf Wein in Glasflaschen und außerdem von einer Unterscheidung zwischen Dosen und Einwegflaschen, bei denen Letztere nur dann bepfandet werden sollten, wenn eine umweltfreundliche Alternative existiere.

## Änderungen ab 2001

### Zweite Novelle der Verpackungsverordnung (2001)
Am 18. Mai 2001 verabschiedete der Bundestag einen Änderungsentwurf, auch Novelle genannt, mit dem Namen „Zweite Verordnung zur Änderung der Verpackungsverordnung“. Diese Novelle berücksichtigte die im August 2000 veröffentlichte Ökobilanzstudie II des Umweltbundesamtes und sah einen besonderen Schutz für ökologisch vorteilhafte Getränkeverpackungen vor. Das Umweltministerium zeigte sich optimistisch, dass der Bundesrat der neuen Verordnung schnell zustimmen werde. Der Bundesrat forderte bereits im Februar 2001 einen Prüfbericht.
Mit knapper Mehrheit lehnte der Bundesrat am 13. Juli 2001 die Änderungsentwurfe der Bundesländer Hessen, Niedersachsen, Sachsen-Anhalt und die Empfehlungen der unterschiedlichen Ausschüsse jedoch ab. Stattdessen stimmte er für den (zuvor von der Fraktion Bündnis 90/Die Grünen kritisierten) Antrag von Rheinland-Pfalz sowie für den Entschließungsantrag von Rheinland-Pfalz, Bayern und Hessen. Die beiden Anträge sahen eine „Selbstverpflichtung der Industrie für Mindestabfüllmengen“, also die Einhaltung einer Mindestabfüllmenge von jährlich 24,5 Mrd. Litern in „ökologisch vorteilhaften Verpackungen“, davon mindestens 21,5 Milliarden Liter in Mehrwegverpackungen, sowie eine vertragliche Strafe für die Unternehmen, sofern diese die jährliche Mindestabfüllmenge in genannten Verpackungen unterschreiten, vor.
Laut Bundesregierung stand man dem Beschluss des Bundesrates kritisch entgegen. Einer Prognose zufolge würde eine Einhaltung des neuen Kriteriums bereits 2005 eine noch niedrigere Mehrwegquote von lediglich 61 % aufweisen. Dies sei ein „umweltpolitischer Rückschritt“ und „nicht akzeptabel“. Es sei zusätzlich nicht absehbar, dass die Industrie ein neues Mengenziel einhalten werde, wenn sie die alte Mehrwegquote bereits nicht eingehalten habe. Weiterhin sei der Wirtschaft seit 1991 bewusst gewesen, dass ein Pflichtpfand bei Unterschreitung definitiv eingeführt werde; man habe aber „nichts unternommen, um Mehrwegsysteme zu stabilisieren“, so Rainer Baake, damaliger Staatssekretär im Bundesministerium für Umwelt, Naturschutz und Reaktorsicherheit.
Schlussendlich übernahm die Bundesregierung den Vorschlag des Bundesrates nicht. Die im Mai 2001 beschlossene zweite Novelle der Verpackungsverordnung würde somit nicht weiter verfolgt, hieß es. Folglich blieb die bisherige Verpackungsverordnung von 1998 in Kraft und der geplanten Einführung des verpflichtenden Einwegpfandes stand nun nichts mehr im Weg.

### Klagewelle: Erster Widerstand des Handels (2001–2002)
Die Getränkeindustrie versuchte als Folge auf diese Entscheidung vehement, die geplante Einführung mit zahlreichen Klagen zu stoppen.
Der Beginn der Klagewelle wurde am 16. August 2001 durch das Scheitern eines Eilantrags von insgesamt 16 Getränkeherstellern und Lebensmittelketten, die vor dem Verwaltungsgericht Berlin rechtlich gegen die noch ausstehende Veröffentlichung der Daten der Nacherhebung der Mehrwegquote im Bundesanzeiger vorgehen wollten, eingeleitet. Daraufhin ging der Prozess vor das ehem. Oberverwaltungsgericht Berlin, das die Überprüfung der erstinstanzlichen Entscheidung als „besondere rechtliche und tatsächliche Schwierigkeit“ bewertete. Am 22. Februar 2002 erließ das Oberverwaltungsgericht dann einen Beschluss und wies den vorläufigen Rechtsschutzantrag vollständig zurück. Auch gegen diese Entscheidung ging die Industrie vor und reichte eine Verfassungsbeschwerde vor dem Bundesverfassungsgericht ein. Am 24. Juni 2002 lehnte dieses die Beschwerde mit der Begründung, dass die Kläger ihre juristischen Möglichkeiten bei den Verwaltungsgerichten erst hätten ausschöpfen müssen, ab.
Währenddessen beschloss die Bundesregierung in einer Kabinettsentscheidung am 20. März 2002, die Ergebnisse der Nacherhebungen zur Mehrwegquote zum 1. Juli 2002 offiziell zu veröffentlichen. Dieser Zeitpunkt wurde vermutlich bewusst gewählt, da das Pfand innerhalb von sechs Monaten nach Veröffentlichung der Nacherhebungen eingeführt werden musste und eine Veröffentlichung der Daten im März möglicherweise die Wahlergebnisse der Bundestagswahl 2002 beeinflusst hätte.
Am 2. Juli 2002 wurden die Daten der Nacherhebung im Bundesanzeiger veröffentlicht. Sie ergaben eine Mehrwegquote von 68,29 % für den Zeitraum von Februar 1999 bis Januar 2000 und 63,81 % für den Zeitraum von Mai 2000 bis April 2001. Somit wurde der Schwellenwert von 72 % in den Folgejahren eindeutig unterschritten. Mit der Veröffentlichung begann nun die gesetzliche Frist von 6 Monaten, in der die Industrie sich auf das Pfand vorbereiten sollte. Mit der Veröffentlichung der Daten war die Einführung eines Pflichtpfandes nun definitiv.
Diese Entscheidung stieß abermals auf Widerstand. Die Bundesvereinigung der Deutschen Ernährungsindustrie e.V. (BVE) gab an, den „Unternehmen sei derzeit keine Rechts- und Planungssicherheit gegeben, um irreversible Investitionen von mehr als 1,4 Milliarden Euro zur Umsetzung des Zwangspfands zu treffen, die nach einer Novelle der Verpackungsverordnung abzuschreiben wären“, weshalb man an die Politik appelliere, die Verpackungsverordnung erneut zu ändern und sie „schleunigst den heutigen ökologischen Erkenntnissen und Verbraucherbedürfnissen anzupassen“. Der Bundesverband der Deutschen Industrie rechnete mit Kosten für „Aufbau und Betrieb der für das Zwangspfand notwendigen Rücknahmesysteme“ in Höhe von jährlich etwa 800 Millionen Euro.
Das Bundesumweltministerium hingegen sah die Aufruhr um mögliche Sammelklagen seitens der Industrie als gelassen an und betitelte diese als „unnötig“. Man erwarte, dass „die Rechtslage akzeptiert“ und „nötige Vorbereitungen ergriffen“ werden, so Trittin.
Durch das Scheitern der zweiten Novelle der Verpackungsverordnung herrschte zusätzliche Unklarheit, ob Mineralwasser in umweltfreundlicheren Getränkekartons der Pfandpflicht nun unterliegen oder nicht. Die Industrie klagte daher auch mit der Begründung des Gleichheitsgrundsatzes, da Milchschlauchbeutel in der Verpackungsverordnung von 1998 ausdrücklich ausgenommen wurden. Die BVE warf der Bundesregierung vor, sie würde generell „den Rechtsschutz der Betroffenen durch Anordnung des Sofortvollzugs der Pfandpflicht einschränken“ wollen und hoffte auf einen Erfolg vor dem Bundesverwaltungsgericht.
Die Anträge auf Bestimmung des zuständigen Gerichts wurden schließlich am 5. Juli 2002 vom Bundesverwaltungsgericht abgelehnt. Auf diese Entscheidung reagierte das Bundesumweltministerium enthusiastisch mit einer Pressemitteilung, in der von einer weiteren „Niederlage der Pfandgegner“ die Rede ist. Die Unternehmen Aldi und Karstadt kündigten an, den bisherigen Widerstand aufzugeben und an einem Pfandsystem zu arbeiten.

### Erfolg der Klagewelle: Einwegpfand erstmals als rechtswidrig erklärt (September 2002)
Das Verwaltungsgericht Düsseldorf erklärte das Einwegpfand für das Land Nordrhein-Westfalen zum 10. September 2002 in 33 Klageverfahren (Hauptsacheverfahren) überraschend erstmalig als rechtswidrig. Als Begründung wurde behauptet, der Verpackungsverordnung vom August 1998 „fehle die gesetzliche Grundlage“, außerdem sei die Verordnung von der Bundesregierung und nicht vom Parlament erlassen worden. Hierzu „müsse die Regierung jedoch laut Grundgesetz durch ein vom Bundestag beschlossenes Gesetz ausdrücklich ermächtigt werden“, dies sei nicht der Fall gewesen. Nach diesen für die Getränkeindustrie positiven Entscheidungen zogen rund 40 Getränkehersteller am 24. September ihre Sammelklagen, unter anderem vor dem Verwaltungsgericht Wiesbaden, vorschnell zurück. Trittin dagegen blieb der Auffassung, das Pfand pünktlich zum 1. Januar 2003 einführen zu wollen. Das Land Nordrhein-Westfalen kündigte an, in den 33 Hauptsacheverfahren Sprungrevision beim Bundesverwaltungsgericht einzulegen.
Zusätzlich hatte das Verwaltungsgericht Düsseldorf in 25 Eilverfahren (auf Gewährung vorläufigen Rechtsschutzes) entschieden, dass die klagenden Unternehmen auch nach dem 1. Januar 2003 bis zu einer rechtskräftigen Entscheidung in den Hauptsacheverfahren den Pflichten zur Pfanderhebung und Pfanderstattung sowie zur Rücknahme der Verpackungen nicht unterliegen würden. Diese Entscheidungen wurden durch eine Berufung am 27. November 2002 durch das Oberverwaltungsgericht für das Land Nordrhein-Westfalen (auch: Oberverwaltungsgericht Münster) in den 25 Eilverfahren vollständig aufgehoben. Begründet wurde diese Entscheidung damit, dass das „Inkraftsetzen der Pfandpflichten nicht auf einem dem Land zuzurechnenden Akt beruhe“ und dass es ungerechtfertigt sei, in lediglich einem Bundesland die Pfandpflicht außer Kraft zu setzen, da dieses Vorgehen bundesweit für weitere wirtschaftliche Schwierigkeiten sorgen würde.
Am 19. Dezember 2002 fiel die erste der endgültigen Entscheidungen durch das Bundesverwaltungsgericht Leipzig. Diese lehnte die 25 Eilanträge der Antragsstellerinnen auf vorläufigen Rechtsschutz ebenfalls ab, da „die Unternehmer weder in ihrem Grundrecht auf Berufsausübung, noch in ihren Eigentumsrechten verletzt seien“, so die Begründung. Einen Tag darauf scheiterte auch eine Verfassungsbeschwerde vor dem Bundesverfassungsgericht. Nach diesen für die Industrie ernüchternden Urteile gab der Handel weiter nach und bereitete sich nun auf das Einwegpfand vor, indem er teilweise ganze Getränkesparten aus dem Sortiment nahm und nur wenige Einwegbehälter führte, die mit einer speziellen Pfandmarke beklebt waren, um ein möglichst geringes Risiko einzugehen und den durch die Deutsche Umwelthilfe e.V. angedrohten Bußgeldern zu entkommen. Trittin sah diese Entscheidung des Einzelhandels gelassen an und behauptete, auch ein solches Verhalten stärke die Mehrwegquote und sei ein gewünschter Effekt.
Anfang Juli 2002 erhoben die REWE-Gruppe sowie rund 1700 Händler eine Sammelklage beim Verwaltungsgericht Berlin gegen die Pfandregelung. Dieser gemeinsame Eilantrag auf Gewährung einstweiligen Rechtsschutzes wurde durch das Verwaltungsgericht Berlin am 2. Oktober 2002 zurückgewiesen. Die Kläger legten daraufhin eine Beschwerde vor dem Oberverwaltungsgericht Berlin ein, welches die Entscheidung des Verwaltungsgerichtes Berlin verteidigte und die Eilanträge schließlich am 12. Dezember 2002 ebenfalls ablehnte. Daraufhin erhoben die Kläger eine Verfassungsbeschwerde, die schließlich am 20. Oktober 2004 vor dem Bundesverfassungsgericht scheiterte.
Am 27. Dezember 2002 lehnte die 1. Kammer des Bundesverfassungsgerichtes den Antrag der Industrie auf Erlass einer einstweiligen Anordnung, der gegen den obigen Beschluss des Bundesverwaltungsgerichtes und gegen den des Oberverwaltungsgerichtes Nordrhein-Westfalen gerichtet war, ab. Die Entscheidung in den 33 Hauptsacheverfahren wurde für Januar 2003 angelegt.
Währenddessen war der Handel und die Industrie unter Leitung des Hauptverbandes des Deutschen Einzelhandels (HDE) im Dezember 2002 bereit, einen Vorschlag für das Einlösen des Pfandes durch Verbraucher via sogenannter Pfandtoken in Form von einheitlichen Münzen vorzulegen. Der Handel sei in der Lage, „sofort mit dem Aufbau des Pfandmünzensystems zu beginnen, sobald die Bundesregierung das Konzept gebilligt hat.“ Der Hauptverband erklärte dabei außerdem den Aufbau eines bundesweiten Pfandsystems, bei dem bundesweit Pfand zurückgegeben werden könne, für gescheitert. Man riet den Händlern, nur das im Sortiment befindliche Pfandgut zurückzunehmen, auch wenn dies gegen die VerpackV verstoße. Mehrere Landes-Umweltminister kündigten daraufhin an, Übergangslösungen zu tolerieren und nicht rechtlich verfolgen zu lassen.
Aldi Nord, Aldi Süd und EDEKA Südwest kündigten an, Einweggetränkebehälter teilweise oder vollständig aus dem Sortiment zu nehmen. Der Abfüller CocaCola Deutschland reagierte auf die Pfandpflicht mit einer abgeschwächten Abfüllung in solchen Verpackungen und meldete in manchen Unternehmensteilen Kurzarbeit an.
Im November 2002 führte die Infratest im Auftrag der Trinkpack AG eine Repräsentativumfrage durch, die zu dem Ergebnis kam, dass 48 Prozent der Befragten nicht glaubten, dass ein Pflichtpfand ab 2003 wirklich eingeführt werden würde.

## Einführung und Änderungen ab 2003
Das Einwegpfand wurde planmäßig am 1. Januar 2003 unter dem damaligen Bundesumweltminister Jürgen Trittin (Grüne) eingeführt. In dieser Zeit war der Grenztourismus hinsichtlich pfandfreier Gebinde stark ausgeprägt, da viele Verbraucher die Regelungen als zu umständlich empfanden.
Am 12. Januar 2003 beriet sich Trittin mit den Landesumweltministern der Länder Baden-Württemberg, Bayern, Niedersachsen und Nordrhein-Westfalen und einigte sich auf Eckpunkte bezüglich einer neuen Novellierung der Verpackungsverordnung.
Am 16. Januar 2003 erklärte das Bundesverwaltungsgericht die Klage der Industrie gegen das Land Nordrhein-Westfalen und die Entscheidungen des Verwaltungsgerichtes Düsseldorf in den 33 Hauptsacheverfahren (siehe oben) endgültig als unzulässig. Die Klagen wurden in vollem Umfang abgewiesen.
In einem Antrag der SPD im Landtag von Baden-Württemberg vom 27. Januar wird die Forderung einer weiteren Novelle deutlich. Man solle ein Pfand auf alle ökologisch nachteiligen Getränkeverpackungen erheben, wobei Wein- und Spirituosenflaschen sowie PVC-Schläuche und Getränkekartons auszunehmen seien. Nachdem bekannt wurde, dass Bayern sich gegen eine Pfandpflicht auf Milcherzeugnisse positionierte, sprach sich dann auch Baden-Württemberg in einem Ausschuss dagegen aus.
Mit einer weiteren Klage im Juni 2003 hoffte die Industrie auf die Befreiung der Pfandpflicht zumindest auf die Getränkebereiche Mineralwasser, Bier sowie Erfrischungsgetränke mit Kohlensäure. Die Klage wurde, genauso wie der Antrag auf einstweilige Verfügung und die darauffolgende Berufung, zurückgewiesen.
Der Präsident des Bundesverbandes der Deutschen Industrie (BDI), Michael Rogowski, forderte eine Alternative zur Pfandpflicht, die sowohl die Bürger als auch die Wirtschaft entlaste. Die von der Bundesregierung vorgeschlagenen Steuer- oder Abgabenlösungen seien „nie eine Alternative gewesen“, so Rogowski. Monate zuvor hatte jedoch auch der Hauptverband des Deutschen Einzelhandels (HDE) vorgeschlagen, statt des Pfands eine Steuer oder Abgabe zu erheben, war aber vor allem durch den Bundesverband mittelständischer Privatbrauereien auf Kritik gestoßen.

### Erster Versuch der dritten Novellierung der Verpackungsverordnung (Juni 2003)
Durch die schlichtweg veraltete Verpackungsverordnung und die dadurch entstandenen Unklarheiten beschloss das Bundeskabinett nach Anträgen verschiedener Länder im Juni 2003 eine weitere Novelle („Dritte Verordnung zur Änderung der Verpackungsverordnung“), durch die die Pfandpflicht auf fast alle Dosen und Flaschen unabhängig von ihrem Inhalt und Volumen gelten sollte. Ausgenommen waren weiterhin Wein, Spirituosen, Mischgetränke mit mindestens 15 % Alkoholgehalt, Milch bzw. Milcherzeugnissen und Getränke mit „besonders ökologischer Verpackung“ (Getränkekartons, Schlauchbeutel). Am 4. Juli 2003 stimmte der Bundestag in seiner 57. Sitzung der Überarbeitung zu.
Nach einer Anhörung verschiedener Vertreter von Politik, Industrie und Verbänden Ende Juni war man insgesamt für eine Überarbeitung der Richtlinien dankbar, trotzdem greife diese Novelle „viel zu kurz“ und kreiere durch diese spezifischen Ausnahmeregelungen einen „irreparablen Flickenteppich“. Zu dieser Zeit herrschte im Handel Unsicherheit, weshalb nur langsam in den Ausbau der Pfandsysteme investiert wurde.
Erschwerend war dann die Einschätzung des damaligen Binnenmarktkommissars Frits Bolkestein der Europäischen Kommission ebenfalls Ende Juni, dass mit dem geplanten System ausländische Getränkehersteller beim Import durch die radikale Ausdünnung von Getränkeregalen möglicherweise benachteiligt würden und drohte mit einem Vertragsverletzungsverfahren. Das Bundesumweltministerium reagierte gelassen und behauptete in ihrer Pressemitteilung mit dem Titel „Was will Herr Bolkestein?“, es sei seit Pfand-Einführung 15 % mehr ausländisches Wasser importiert worden, wobei Mineralwasser rund 50 % der Importe ausmache. Außerdem könne es gar nicht zu einem Verfahren kommen, da die Europäische Kommission nicht das Einwegpfand, wohl aber die Novelle beanstande. Am 23. Juli 2003 sah damaliger Kommissionspräsident Romano Prodi in einem Brief an den damaligen Bundeskanzler Gerhard Schröder jedoch von der Drohung ab und bat die Bundesregierung, bis zur Vorlage eines Pfandsystems, welches mit gültigem EU-Recht kooperiere, mit der Inkraftsetzung der überarbeiteten Verpackungsverordnung zu warten. Bestehe bis zum 1. Oktober jedoch keine solche Vorlage, so sei die Europäische Kommission gezwungen, ein Prüfverfahren gegen die Bundesregierung einzuleiten.
Am 15. Juli 2003 wurde die dritte Novelle der Verpackungsverordnung das erste Mal dem Bundesrat vorgelegt.
Am 6. August 2003 warnte Romano Proni in einem weiteren Brief an Schröder vor den Konsequenzen, sollte das geplante Pfandsystem eingeführt werden, da das fehlende einheitliche Rücknahmesystem ein schwerwiegendes Hindernis für den grenzüberschreitenden Warenverkehr sei und damit gegen die Regelung der Freiheit des Waren- und Güterverkehrs verstoße.

### Auswirkungen des PROGNOS-Gutachten (September 2003)
Am 8. September 2003 forderte der Hauptverband des deutschen Einzelhandels (HDE) ein „Veto gegen das Dosenpfand“. Grundlage für diese Forderung war ein durch Bundeswirtschaftsminister Wolfgang Clement in Auftrag gegebenes und bis dato unveröffentlichtes Gutachten der PROGNOS AG, das Verluste von bis zu 9.700 Arbeitsplätzen und Umsatzeinbußen zwischen 578 Millionen und 1,2 Milliarden Euro ankündigte, sollte das Pfand mindestens bis Ende 2004 weiter in Kraft bleiben.
Als Reaktion auf dieses Gutachten versuchte der Bundesrat, die Verabschiedung der dritten Novelle der Verpackungsverordnung zu stoppen. Die Länder wollen zunächst die Ergebnisse dieser Studie auswerten, hieß es. Aufgrund dieser Entscheidung konnte die dritte Novelle, die zum 26. September 2003 hätte verabschiedet werden hätte sollen, nicht wie geplant zum Oktober in Kraft treten, wodurch die geplante Einführung des einheitlichen Pfandsystems immer unwahrscheinlicher wurde. Der Handel zeigte sich siegessicher und rechnete damit, dass ein Vertragsverletzungsverfahren vor dem Europäischen Gerichtshof „so gut wie sicher“ sei. Der Vorsitzende der Arbeitsgemeinschaft Verpackung und Umwelt e.V. (AGVU), der Unternehmen wie Nestle oder PepsiCo angehören, bezeichnete die Situation als „Pfandsackgasse“ und die Position der „Pfandlobby“ als „Kartenhaus“.
Umweltminister Jürgen Trittin kritisierte das PROGNOS-Gutachten scharf und behauptete, die Datenlage des Gutachtens sei „ausgesprochen dünn“ und die verwendeten Zahlen an Arbeitsplätzen wären an verschiedenen Stellen widersprüchlich. Insgesamt habe das Gutachten „erhebliche methodische Mängel“ und sei „aus gutem Grund nicht veröffentlicht worden“. Daraufhin veröffentlichte die CDU/CSU-Bundestagsfraktion eine Pressemitteilung, in der die Kritik zurückgewiesen wurde. Die Fraktion erklärte, im Gutachten würden drei Szenarien durchgespielt und selbst das Szenario mit der geringsten Auswirkung wäre ein „vernichtendes Zeugnis für Trittins Einweg-Pfand“. Weiter benannten sie Trittins Politik als „unsinnig“; bezeichneten ihn als jemand, der „sich dabei jeweils die Rosinen raus[picke]“ und rieten ihm, seine „ideologischen Scheuklappen“ abzulegen.
Am 10. September 2003 erschien dann eine Stellungnahme der Deutschen Umwelthilfe e.V. (DUH), die das Gutachten ebenfalls deutlich kritisierte und PROGNOS sogar vorwarf, die Ergebnisse verfälscht zu haben. PROGNOS stütze sich auf eine „wirklichkeitsfremde Computersimulation“ und verzichte auf die Durchführung repräsentativer Marktbefragungen, so Jürgen Resch, Bundesgeschäftsführer der DUH. Darüber hinaus „verfälsche“ PROGNOS die Zahlen der dazugewonnenen Arbeitsplätze im Vergleich zu Stichproben der Mehrweg-Allianz und „vergesse“ schlichtweg die positiven Auswirkungen der händischen Leergutrücknahme auf den Arbeitsmarkt, die sich laut DUH „relativ genau beziffern“ ließen.
Darauffolgend bezeichnet das Wirtschaftsministerium die Handlungen des Umweltministeriums bezogen auf das Gutachten in einem internen Schreiben als „äußerst fragwürdige und unangemessene Reaktion“ und warnte, dass die geplanten Arbeitsplatzeffekte noch extremer ausfallen werden als angenommen. Weiter stellte das Wirtschaftsministerium klar, dass es sich „Bei Prognos […] um eine seriöse, wissenschaftliche und unabhängige Studie“ handele und warf dem Umweltministerium vor, „unabgestimmt und unaufgefordert“ Stellung zu dem Gutachten genommen zu haben.
In Berlin demonstrierten am 24. September 2003 rund 1500 Teilnehmer gegen befürchtete „Arbeitsplatzverluste durch Einwegbepfandung“. Als Antwort auf diese Demonstration veröffentlichte das Bundesumweltministerium dann eine Stellungnahme, in der den Teilnehmern Solidarität zugesichert wurde. Schuldig für die bisherige Situation seien vor allem „große Handelsunternehmen und -Verbände“, die die Absprachen „zum Teil mehrfach“ gebrochen und ein „politisch motivierte[s] Dosenboykott“ inszeniert haben sollen, um Druck auf die Regierung auszuüben.
Trittin war davon ausgegangen, dass drei Anbieter von Pfandsystemen ab Oktober 2003, dem Ende der Übergangsfrist antreten, wobei die Kompatibilität untereinander noch nicht geklärt sei und es unter Umständen zu Insellösungen kommen könnte. Es war abzuwarten, wie die Europäische Kommission auf die Vertragsverletzung reagiert und ob die dritte Novelle nun doch durch den Bundesrat verabschiedet wird – ein „Rätselraten“, so umschrieb es die Frankfurter Allgemeine Zeitung.

### Ablauf der neunmonatigen Übergangsfrist (Oktober 2003)
Am 1. Oktober 2003 lief die Übergangsfrist für das Inkrafttreten der deutschlandweiten Rücknahmepflicht, die eigentlich bereits seit Anfang 2003 gelten sollte, ab. Der am 17. September 2003 geschlossenen Vereinbarung der Fachbeamten der Umweltministerien von Bund und Ländern nach mussten nun alle Geschäfte, die pfandpflichtige Getränkedosen und Einwegverpackungen verkaufen, vom 1. Oktober an Verpackungen gleicher Art, Form und Größe (demnach unabhängig von jeglichen Kennzeichnungen vorhandener Pfandsysteme) auch wieder zurücknehmen und das Pfand erstatten. Kleinere Geschäfte mit einer Verkaufsfläche von weniger als 200 Quadratmetern wurden von dieser Regelung entlastet und mussten weiterhin nur die Gebinde zurücknehmen, die sie auch selbst verkauften. Außerdem war geplant, das Pfand nicht mehr nur beim Kunden, sondern durch alle Handelsstufen hindurch zu erheben. Dabei galten für Gebinde bis 1,5 Liter ein Pfand von 0,25 Cent und über 1,5 Liter ein Pfand von 0,50 Cent.
Zwischenzeitlich nahmen viele große Lebensmittelketten die Einwegverpackungen erneut teilweise oder ganz aus dem Sortiment, um nicht auch in die Schusslinie der Verbraucherzentralen zu geraten, die ab Oktober stichprobenartig die konforme Rücknahme in den Geschäften überprüften und bei Nichteinhaltung mit Klagen gegen die entsprechenden Unternehmen drohten. Der Bundesverband Verbraucherzentrale (VZBV) stellte zusätzlich einen Musterbrief vor, mit dem Kunden sich bei Nichterstattung des Pfands bei den Behörden beschweren konnten.
Ein einheitliches Rücknahmesystem existierte ab dem 1. Oktober dagegen jedoch nicht. Alle bisherigen Systeme und Insellösungen, darunter überwiegend das Vfw-System mit Sicherheitscoupon und das P-System mit Markierung auf der Dose, sollten bis Januar 2004 geduldet werden.

### Entscheidung über das Vertragsverletzungsverfahren (Oktober 2003 – Dezember 2003)
Am 2. Oktober 2003 verkündete die Europäische Kommission, dass sie die Entscheidung über das Vertragsverletzungsverfahren um mindestens drei Wochen vertagen würde. Weiter spezifizierte sie, dass erst dann ein Verstoß vorliege, wenn ausländische Anbieter ihre Produkte nicht gleichermaßen absetzen können wie deutsche Anbieter und dass sie ein Pfandsystem grundsätzlich befürworte, wenn es vorteilhaft für die Umwelt sei. Auch habe sie zahlreiche Beschwerden ausländischer Hersteller, darunter Vittel (Nestle) und S.Pellegrino, erhalten. Am 21. Oktober 2003 gab die Europäische Kommission dann endgültig bekannt, dass sie einstimmig ein Vertragsverletzungsverfahren gegen die deutschen Regelungen einleite. Demnach hat sich die Bundesregierung in einem Zeitraum von zwei Monaten zu äußern; verbleiben Bedenken seitens der Kommission, kann vor dem Europäischen Gerichtshof geklagt werden. Trittin äußerte sich gelassen und stellte aufgrund der effekthascherischen Berichterstattung klar, dass die EU-Kommission lediglich gegen die Novelle und nicht gegen die Pfandpflicht an sich vorgehe. Noch vor der Bekanntgabe der Kommission war Trittin zuversichtlich, dass das Dosenpfand angesichts der langen Prozessdauer wahrscheinlich nicht vor dem Europäischen Gerichtshof landen werde. Darüber hinaus wies er die Vorwürfe zurück und beschwichtigte, dass der Importrückgang bei Bier nicht mit dem Dosenpfand erklärt werden könne, da auch der Konsum von Fassbier zurückgegangen sei. Er wies darauf hin, dass alle Systeme für ausländische Händler offen seien.
Der Handel erfreute sich an diesem Verfahren und bekräftigte die Position erneut. Die jetzigen Regelungen würden „ausländische Produkte und ganze Verpackungsarten diskriminieren“ und seien ein „massiver Eingriff der Politik in den Markt“, so Christian Pürschel, stellvertretender Geschäftsführer des Informations-Zentrum Weißblech e.V. (IZW). Trotzdem appellierte die Deutsche Umwelthilfe an den Lebensmitteleinzelhandel, dass deren „Blockadestrategie“ kurzsichtig sei und etwaige Discounter durch die Teilnahme am Pflichtpfand von besseren Marktanteilen profitieren.
Am 23. Dezember 2003 antwortete die Bundesregierung kurz vor Ablauf der zweimonatigen Frist im Rahmen des Vertragsverletzungsverfahren der Europäischen Kommission und verdeutlichte erneut, dass die derzeitige Umsetzung der Pfandpflicht nicht gegen geltendes EU-Recht verstoße. So gäbe es nachweislich erhöhte Importwerte von ausländischen Produkten. Die Bundesregierung zeigte sich zuversichtlich, dass sie die Sach- und Rechtslage mit dem fehlenden einheitlichen Rückgabesystem und den Insellösungen in Zusammenarbeit mit der Kommission verbessern könne. Dem Hauptverband des Deutschen Einzelhandels (HDE) nach erwarte man eine Einleitung einer Klage seitens der Kommission und betitelte den Inhalt des Antwortschreibens der Bundesregierung als „altbekannte widerlegte Argumente und falsche Behauptungen“.

## Änderungen ab 2004
Binnenmarktkommissar Frits Bolkestein wiederholte Ende April 2004 die bisherigen Bemühungen, die Bundesregierung zu unterrichten und eine Lösung zu finden und zog daraus den Schluss, dass der Kommission nun keine Wahl mehr bleibe, von weiteren rechtlichen Schritten abzusehen. Am 20. April 2004 leitete die Europäische Kommission daraufhin die zweite Stufe des Vertragsverletzungsverfahren gegen die Bundesregierung ein. Dieses Mal lief eine Frist von acht Wochen gegen die Bundesregierung, die Bedenken der EU-Kommission aktiv zu beseitigen.
Am 6. Mai 2004, nach Ablauf der Frist, legte der EU-Generalanwalt Dámaso Ruiz-Jarabo Colomer dem Europäischen Gerichtshof seine Schlussanträge vor. Er legte dem Gerichtshof nahe, die Benachteiligung ausländischer Hersteller von Mineralwasser durch die Pfandpflicht als Verstoß gegen Regeln des EU-Binnenmarktes einzustufen und kritisierte zudem, dass sich die Pfandpflicht an der Höhe der Mehrwegquote orientierte.
Kurz vor den Gerichtsferien stellte die Bundesregierung dann zusammen mit dem Land Baden-Württemberg einen Antrag auf Wiedereröffnung der mündlichen Verhandlung in einem Verfahren von zwei Getränkeherstellern gegen die Verpackungsverordnung, wodurch der EuGH zuerst in diesem Fall einen Beschluss verkünden musste. Dieses Vorgehen sei laut Frankfurter Allgemeine Zeitung bewusst durchgeführt worden, um die eigentliche Entscheidung im Vertragsverletzungsverfahren „in die Länge zu ziehen“.
Zum 22. September 2004 beschloss das Bundeskabinett die Bekanntmachung der aktuellen Daten über die Mehrweganteile bei Getränkeverpackungen. Für den Zeitraum der Nacherhebung von Oktober 2001 bis September 2002 wurde der Richtwert von 72 % mit 57,69 % deutlich unterschritten.
Aus Angst vor einer ausgeweiteten Pfandpflicht bis April 2005 auf Getränkekartons, drohte der Fachverband Kartonverpackung für flüssige Nahrungsmittel e.V. mit einer Klage, die laut eigenen Angaben eine hohe Wahrscheinlichkeit von Erfolg aufweise, wenn nicht bestätigt werde, dass auf Getränkekartons kein Pfand fallen wird. Jürgen Trittin veröffentlichte im Vorhinein eine Pressemitteilung über das Bundesumweltministerium, in der er klarstellte, dass es „beabsichtigt sei, Wein und Saftkartons explizit von der Pfandpflicht freizustellen“.

### Zweiter Versuch der dritten Novellierung der Verpackungsverordnung (Oktober 2004 – Mai 2005)
Am 15. Oktober 2004 lehnte der Bundesrat zwei Gesetzesentwürfe zur Förderung des ökologischen Fortschritts bei Getränkeverpackungen […] und eine Verordnung der Bundesregierung zur Änderung der Verpackungsverordnung ab. Gleichzeitig wurde der Verordnungsentwurf des Landes Bayern angenommen und einen Antrag auf die Einschränkung der Insellösungen abgelehnt. Dem Verordnungsentwurf des Landes Bayern zufolge soll ein einheitliches Pfand von 25 Cent auf Bier, Mineralwasser, Erfrischungsgetränke mit und ohne Kohlensäure sowie auf Alkopops zwischen 0,1 und 3 Litern gelten, sofern sie in ökologisch nachteiligen Einweggetränkeverpackungen abgefüllt sind. Ein Pfand auf Wein, Fruchtsaft und Milch solle verhindert werden, da der „Aufwand eines Pfandsystems außer Verhältnis zum ökologischen Nutzen [stünde]“, so Werner Schnappauf, damaliger Bayerischer Staatsminister für Umwelt, Gesundheit und Verbraucherschutz. Schnappauf betonte zudem, dass Insellösungen nicht sinnvoll seien, da sie die vorhandenen Mehrwegsysteme schwächen und den Verbraucher mit unzumutbarem Aufwand und unzumutbaren Rückgabewegen belasten. Auch sollen fünf Jahre nach Inkrafttreten die Ergebnisse überprüft werden, um über das weitere Verfahren beraten zu können. Mit der Zustimmung des Antrags aus Bayern wurde der Bundesregierung ein Entwurf der dritten Novelle zur Verfügung gestellt, mit der Anordnung, die Beschlüsse der EuGH-Urteile mit in die Novelle einfließen zu lassen. Trittin zeigte sich „äußerst erfreut“ über die Entscheidungen und kündigte die Umsetzung bis Dezember des Jahres an.
Am 3. November 2004 legte die Bundesregierung die Verordnung zur Änderung der Verpackungsverordnung erneut vor, diesmal mit der Berücksichtigung der Insellösungen durch mögliche Bedenken seitens des EuGH.
Nachdem insgesamt 32 Unternehmen der Getränkebranche als Antwort auf die am 16. Januar 2003 durch das Bundesverwaltungsgerichts abgewiesene Klage gegen das Land Nordrhein-Westfalen beim Bundesverfassungsgericht eine Verfassungsbeschwerde einreichten, wurde diese am 10. November 2004 von der 3. Kammer des Ersten Senats des Bundesverfassungsgerichts Karlsruhe als unbegründet sowie teilweise unzulässig gewertet und damit nicht zur Entscheidung angenommen.
Am 25. November 2004 stimmte der Bundestag in seiner 142. Sitzung der dritten Novelle der Verpackungsverordnung zu, wodurch nun die Entscheidung des Bundesrats abzuwarten war.
Am 14. Dezember 2004 veröffentlichte der Europäische Gerichtshof zwei Urteile. Das erste Urteil handelte von der durch die Europäische Kommission eingereichten Vertragsverletzungsklage, wobei die bisherige Verpackungsverordnung aufgrund der nicht ausreichenden Übergangsfrist von sechs Monaten und unzureichender einheitlicher Rücknahmemöglichkeiten die Warenverkehrsfreiheit verletze. Die Europäische Kommission begrüßte diese Entscheidung und stellte klar, dass man bemüht sein werde, die „deutsche Verpackungsverordnung an die Vorgaben des Gemeinschaftsrechtes anzupassen“. Dazu müsse das Recht „schnellstmöglich unverändert in Kraft [treten]“, so damaliger Staatssekretär Rainer Baake.
Das zweite veröffentlichte Urteil handelte von einem durch das Verwaltungsgericht Stuttgart eingeleiteten Vorabentscheidungsersuchens, bei dem österreichische Limonadenhersteller aus Baden-Württemberg eine Ausnahme von der Pfandpflicht forderten.
Am 17. Dezember 2004 stimmte der Bundesrat in seiner 807. Sitzung der aktualisierten dritten Novelle der Verpackungsverordnung basierend auf dem Antrag des Landes Bayern final zu. Dieser Entscheidung war unter anderem eine öffentliche Anhörung des Umweltausschusses vorausgegangen. Die Veröffentlichung im Bundesgesetzblatt war für den 27. Mai 2005 angesetzt. Laut Bundeskartellamt haben die beiden Urteile des EuGH sowie die Zustimmung des Bundestags maßgebend zur Klärung der Auseinandersetzungen rund um das Pflichtpfand beitragen.
Am 27. Mai 2005 wurde die dritte Novelle der Verpackungsverordnung offiziell im Bundesgesetzblatt veröffentlicht und trat damit einen Tag nach Veröffentlichung in Kraft. Insellösungen wurden zwölf Monate nach Inkrafttreten der Verordnung geduldet, anschließend war der „vollständige Wegfall“ dieser vorgesehen. Seitdem galt ein einheitliches Pfand von 25 Cent auf Einweggetränkeverpackungen zwischen 0,1 und 3,0 Litern, sofern es sich bei den Getränken um Bier, Mineralwasser oder Erfrischungsgetränken mit Kohlensäure handelte.
Im Oktober scheiterte dann eine Klage von drei Getränkeherstellern, die den europäischen Binnenmarkt durch die Pfandregelung behindert sahen, vor dem Oberverwaltungsgericht Berlin-Brandenburg.

### Gründung der Deutsche Pfandsystem GmbH (Mai 2005)
Im Mai 2005 gründeten der Hauptverband Deutschen Einzelhandels (HDE) und die Bundesvereinigung der Deutschen Ernährungsindustrie (BVE) die Deutsche Pfandsystem GmbH (DPG), die sich um die Verwaltung des Sicherheitskennzeichens auf den Getränkeverpackungen bzw. der Regeln zum Pfandgeldclearing kümmern sollte.
Zwei Monate nach der Gründung schloss die DPG einen Vorvertrag mit der Bundesdruckerei, die federführend das Sicherheitsverfahren mit spezieller UV-Farbe entwickeln sollte. Nachdem dieses Sicherheitsverfahren durch Lidl-Mitarbeiter, die mit frei verkäuflicher UV-Farbe nicht bepfandete Flaschen markierten, ausgetrickst wurde, räumte die DPG den beteiligten Unternehmen drei Wochen Zeit ein, nachzubessern. Schlussendlich wechselte die DPG im Dezember 2005 dann auf ein Verfahren, das mit Infrarot-Farbe arbeitete. Viele Automaten waren auch nach dem Ende der Übergangsfrist noch nicht mit dem neuen Sicherheitsverfahren ausgestattet, weshalb es zu Betrugsfällen kam.

### Ende der Übergangsfrist (Mai 2006)
Am 1. Mai 2006 endete die Übergangsfrist der dritten Novelle der Verpackungsverordnung, wodurch nun auch Erfrischungsgetränke ohne Kohlensäure und Alkopops pfandpflichtig wurden. Durch die erweiterte Rücknahmepflicht nahmen Unternehmen wie Metro und Edeka auch die zahlreich ausgelisteten Getränke in Getränkedosen wieder ins Sortiment auf. „Das Comeback der Dose ist so sicher wie das Amen in der Kirche“, so der Sprecher des Hauptverbands des Deutschen Einzelhandels (HDE), Hubertus Pellengahr, im Interview mit der Frankfurter Allgemeinen Zeitung.

## Änderungen ab 2007
Am 23. März 2007 gab die Europäische Kommission bekannt, das eingeleitete Vertragsverletzungsverfahren gegen Deutschland einzustellen.
Problematisch wurde zunehmend die Erkenntnis, dass das Mehrwegsystem durch die Bepfandung von Einweggebinden noch stärker als befürchtet geschwächt wurde. Demnach lag die Mehrwegquote bei alkoholfreien Erfrischungsgetränken laut Gesellschaft für Konsumforschung (GfK) im Jahr 2008 bei unter 27 Prozent. Auf alle Getränkesparten gerechnet lag die Mehrwegquote 2009 insgesamt bei 44,3 %. Um die Mehrwegquote zu steigern, sollen vor allem alle vorhandenen Einweggebinde, die bisher nicht bepfandet wurden, unter das Einwegpfand fallen.
Laut einer durch den Arbeitskreis Mehrweg beauftragten Befragung im Jahr 2012 gaben 50 Prozent der befragten Personen an, dass bei Mineralwasser alle Pfandflaschen wiederbefüllt würden. Der Arbeitskreis schlussfolgerte daraus, dass eine verständliche Kennzeichnung der Flaschen in Einweg und Mehrweg zwingend notwendig sei und appellierte an die Politik, diesen einzuführen.
Die Deutsche Umwelthilfe kritisierte eine im Jahr 2014 durchgeführte Studie der Unternehmensberatung Deloitte und verwies auf massive methodische Fehler, z. B. dass eine verzögerte Rückgabe von Flaschen durch den Verbraucher nicht mit einbezogen wurde. Auch der Arbeitskreis Mehrweg betitelte die durchgeführte Studie als „fehlerhaft und tendenziös“.

## Änderungen ab 2016
Im Juni 2016 haben Getränkeindustrie und Handel die Verbände-Initiative Einweg-Kennzeichnung zur freiwilligen zusätzlichen Kennzeichnung auf den Weg gebracht. Über 40 Unternehmen beteiligten sich bereits zum Start an der Initiative. Damit konnten ca. 84 % des Marktvolumens von Einweg-Pfandflaschen abgedeckt werden, Tendenz steigend. Die Teilnehmer verpflichten sich die zusätzlichen Informationen „Einweg“, „Pfand“ sowie die Pfandhöhe von 0,25 Euro anzubringen.

## Änderungen ab 2019
Am 1. Januar 2019 wurde die Pfandpflicht auf Frucht- und Gemüsenektare mit Kohlensäure sowie auf Mischgetränke mit einem Anteil an Milcherzeugnissen (insbesondere Molke) von mindestens 50 %, erweitert. Somit ist eine Umgehung des Dosenpfandes, die häufig von Energy-Drink-Herstellern genutzt wurde, nicht mehr möglich.
Das Verpackungsgesetz schreibt außerdem seit dem 1. Januar 2019 vor, dass der Handel im Geschäft mit deutlich sicht- und lesbaren Informationsschildern darauf hinweisen muss, ob es sich um EINWEG- oder MEHRWEG-Getränkeverpackungen handelt. Damit geht das Gesetz mit den Forderungen der 2016 gegründeten Initiative einher.

## Änderungen ab 2022
Die Pfandpflicht wurde ab dem 1. Januar 2022 nochmals erweitert. Es gehören jetzt alle Einweg-Plastikflaschen und Getränkedosen, unabhängig von ihrem Inhalt, zum Pfandsystem. Lediglich Milchgetränke sind noch von der Regelung ausgenommen. Ausgenommen von der Pfandpflicht sind weiterhin grundsätzlich auch Getränke in sogenannten „ökologisch vorteilhaften“ Einwegverpackungen (wie z. B. Getränkekartons, Polyethylen-Schlauchbeutel, Folien-Standbodenbeutel) und bestimmte diätetische Getränke im Sinne der Diätverordnung, wenn diese ausschließlich für Säuglinge oder Kleinkinder angeboten werden. Eine Übergangsregelung galt bis zum 1. Juli 2022, um zu verhindern, dass noch vorhandene Restbestände ohne Pfandlogo vernichtet werden müssen.
Das Bundesumweltministerium erwartete in Berufung auf Zahlen der Gesellschaft für Verpackungsmarktforschung (GVM) ein Getränkevolumen von rund 1,7 Milliarden Litern, die dadurch zusätzlich zum Pfandsystem dazuzählen.

## Änderungen ab 2024
Ab 2024 wurde die Pfandpflicht auf alle Milchgetränke und Milcherzeugnisse in Einwegkunststoffflaschen ausgeweitet.
Zuvor war der Lobbyverband der Milchindustrie von dieser Entscheidung wenig überzeugt und warnte in einem Brandbrief an Umwelt- und Wirtschaftspolitiker aus dem Bundestag, der dem Magazin Panorama vorlag, vor „hygienischen Bedenken“ durch Milchreste in den Pfandautomaten. Es drohe ein „mikrobiologisches Problem“, das bei der Aufbewahrung von Milchkartons z. B. in Sammelstellen oder bei dem Konsumenten zuhause entstehe.
Die Deutsche Umwelthilfe forderte zusätzlich eine Ausweitung der Pfandpflicht auch auf Milch in Getränkekartons. 34 % der verbrauchten Getränkekartons wie die der Marke Tetra Pak sollen derzeit im Restmüll, der Papiertonne oder der Natur landen, so die DUH. Außerdem bestehe ein solcher Getränkekarton aus übereinandergelegten Schichten aus Kunststoff, Papier und Aluminium, die ein Recycling erschweren. Der Fachverband Kartonverpackungen für flüssige Nahrungsmittel (FKN) positionierte sich gegen eine solche Ausweitung, da die Ökobilanz bei einem Pfandsystem für Milchprodukte nur geringfügig besser sei als die jetzige Situation, da im gelben Sack bereits gute Sammelquoten erreicht würden.

### Zukünftige Änderungen und Ziele
Die EU stellt in ihrer Richtlinie 2019/904 außerdem die Ziele, dass ab 2025 die hauptsächlich aus Polyethylenterephthalat bestehenden Getränkeflaschen („PET-Flaschen“) zu mindestens 25 % und ab 2030 zu mindestens 30 % aus recyceltem Kunststoff bestehen. Gemessen wird diese Quote an dem Durchschnitt aller im jeweiligen EU-Mitgliedsstaat in Verkehr gebrachten Getränkeflaschen. Die Richtlinie sieht ebenfalls vor, dass Kunststoffgetränkeflaschen bis zum Jahr 2029 zu zumindest 90 % zum Zwecke des Recyclings getrennt gesammelt werden.

## Pfandsysteme und Insellösungen in der Übergangsfrist

### P-System (Tobacco-Lekkerland)

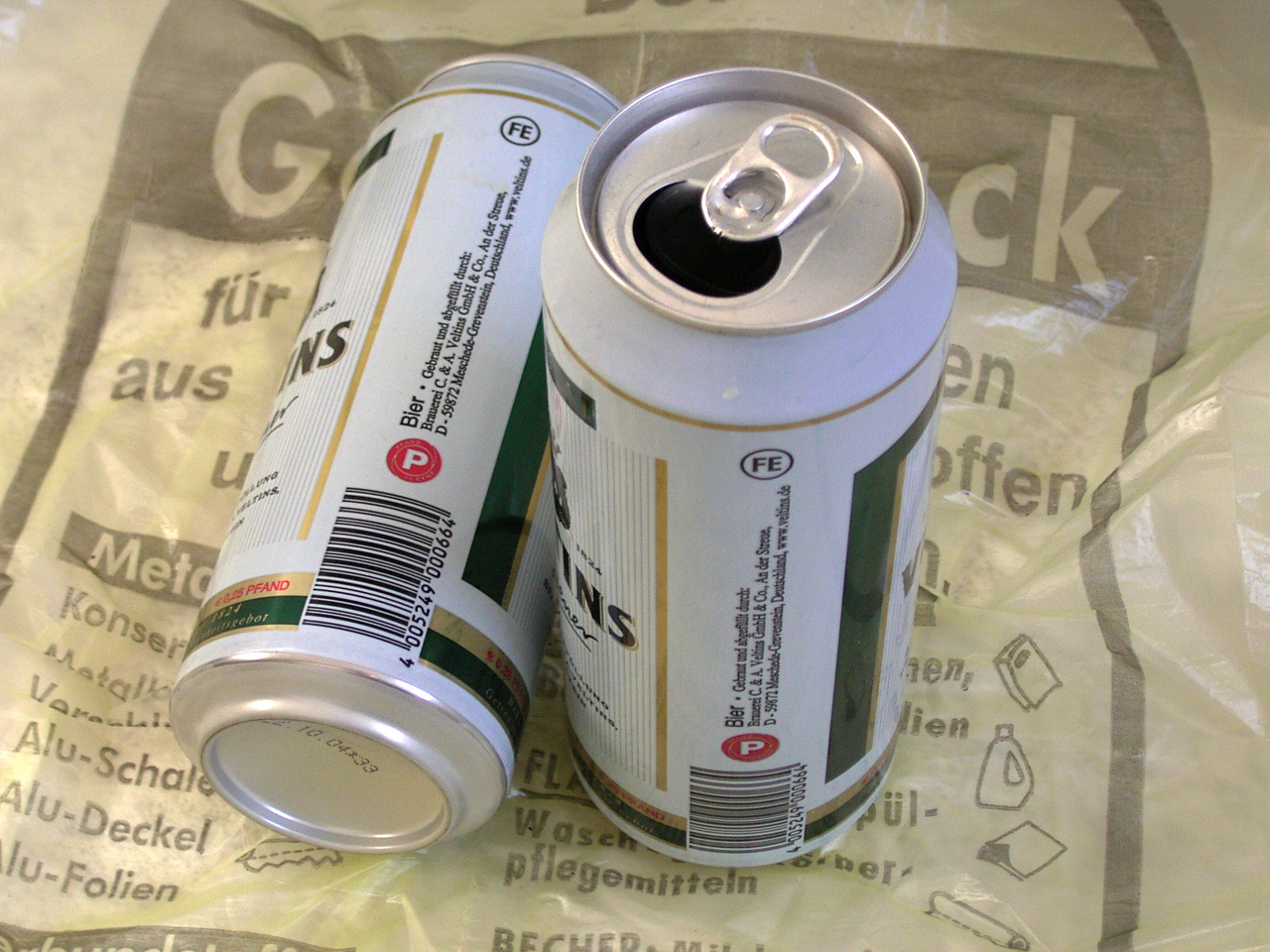
Getränkedosen mit dem „P“-Logo

Das im Vergleich größte Pfandsystem stellte der Großhändler Lekkerland-Tabaccoland GmbH & Co. KG in Zusammenarbeit mit der Spar Handels-AG Anfang 2003 vor. Grundlage dieses Systems war das Bedrucken von Flaschen und Dosen mit einem weißen „P“ auf rotem Kreis und einem EAN-Code, wodurch eine einheitliche Rückgabe an teilnehmenden Standorten ermöglicht wurde. Vorteilhaft war hierbei das Wegfallen eines Coupons/Bons bzw. das damals notwendige Behalten des Kassenbons, um den Pfand in dem jeweiligen Geschäft wieder einzufordern. Die Flaschen wurden nach Rücknahme händisch in Säcken gesammelt, die nach Versiegelung und Kennzeichnung des jeweiligen Einzelhändlers zu einer der vier Clearing-Zentren in Kooperation mit dem Unternehmen Rhenus gebracht wurden.
Das Bundesumweltministerium begrüßte dieses sich im Aufbau befindliche Rücknahmesystem im Juli 2003 und bekräftigte, dass das P-System offen für weitere Unternehmen und somit auch für ausländische Abfüller zugänglich sei, wodurch die Beschwerden der Europäischen Kommission obsolet werden würden.
Im August 2003 stieg die Krombacher Brauerei als erste deutsche Großbrauerei in das P-System ein, einen Monat später folgte die Bitburger Brauerei. Insgesamt sollen sich rund 100.000 Verkaufsstellen und 250 Marken am P-System beteiligt haben. Ab dem 19. September 2003 wurden mit dem P-Logo gekennzeichnete Dosen ausgeliefert und konnten auch bereits vor dem 1. Oktober 2003 zurückgegeben werden.
Anfang September 2003 verkündete die Spar-Handels AG den Ausstieg aus dem P-System von Tobacco-Lekkerland. Stattdessen empfahl sie den selbstständigen Einzelhändlern, mit der Vereinigung für Wertstoffrecycling (Vfw) mit Sitz in Frechen zu kooperieren. Tobacco-Lekkerland positionierte sich in der Folge deutlich gegen das Vfw-System und stellte klar, dass „eine weitere Duldung dieses Systems die Glaubwürdigkeit der staatlichen Organe in hohem Maße [beeinträchtige] und […] Verbraucher wie Umwelt gleichermaßen [schade]“.
Nach eigenen Angaben wurden im Rahmen des Pfandsystems bis Oktober 2004 bei Tobacco-Lekkerland insgesamt 450 Arbeitsplätze abgebaut. Insgesamt habe das Pfand „ökologisch nichts bewirkt“, so Christian Berner, ehemalige Unternehmensführung.

### Vfw-System (Vfw AG & Spar-Gruppe)
Das Vfw-System basierte auf dem üblichen Modell mit Coupons, gegen dessen Eintauschen das Pfand erstattet wurde. Der Unterschied zu den Insellösungen war der, dass die Coupons nun deutschlandweit in teilnehmenden Vfw-Verkaufsstellen angenommen wurden. Laut eigenen Angaben der Vfw AG existierten im September 2003 damit rund 75.000 Rücknahmestellen, das Bundesumweltministerium sprach im Oktober 2003 von ungefähr 100.000 Verkaufsstellen.
Die Deutsche Umwelthilfe (DUH) bezeichnete die Durchführung des Vfw-Systems als rechtswidrig und auch das Bundesumweltministerium bewertete das System als „nicht rechtskonform“. „§ 8 Abs. 1 Satz 3 VerpackV sieht die Pfanderstattung bei Rücknahme der Verpackungen und nicht bei Rücknahme der Verpackung und eines zusätzlichen Gegenstands, wie etwa eines Coupons, vor“, so die Deutsche Umwelthilfe.
Vorstandsvorsitzender und Mehrheitsaktionär war Clemens Reif, damaliger wirtschaftspolitischer Sprecher der CDU-Fraktion im Hessischen Landtag. Er plante Ende 2003, das Unternehmen ungewöhnlich teuer an den Logistikdienstleister Tibbet & Britten zu verkaufen, doch der Verkauf scheiterte.
Am 14. April 2004 verschmolz das Vfw-System mit dem P-System, indem sie Anteile an der P-Gesellschaft, der bis dato 100%igen Tochter der Lekkerland-Tobaccoland GmbH erwarb. Die im Umlauf befindlichen Coupons sollten bis September des Jahres verschwinden. Die Deutsche Umwelthilfe begrüßte diese Fusion und gab an, dass sich in den kommenden Wochen weitere Handelsketten dem System anschließen werden.
Nach eigenen Angaben decke das P-System zusammen mit dem Vfw-System jedoch lediglich 10 % (bzw. 15 %) des Marktes ab; die restlichen 90 % lägen bei den großen Handelsunternehmen mit ihren Insellösungen.

### Westpfand- / Interseroh-System
Seit Anfang 2003 war Westpfand / Interseroh im Kölner Raum tätig. Sie nutzten neben dem Unternehmenslogo einen EAN-Strichcode für das Kennzeichnen der Einweggetränkverpackungen.

### Pfandmünzen-System (Michael Zoche Antriebstechnik)
Im Dezember 2002 wurde von Vertretern aus dem Handel ein weiteres Konzept für die Pfandrückgabe vorgestellt. Grundlage hierfür war das Verwenden von fälschungssicheren Pfandmünzen bzw. Token, die an der Verpackung befestigt waren und bei Rückgabe separat abgegeben oder automatisch durch Leergutautomaten abgenommen wurden. Die Handelsunternehmen mussten für das Clearing lediglich die Pfandmünzen an eine von 45 eingerichteten zentralen Zählstellen liefern, die die Münzen wieder an die Abfüller verkauften. Vorteilhaft bei diesem System war die Wertlosigkeit der Getränkeverpackungen, wodurch ein Diebstahl für eine erneute Abgabe zwecklos wurde. Die EuroCoin AG in Schwerte wurde mit dem Prägen der Münzen beauftragt, die laut eigener Angaben dem Sicherheitsstandard der 50-Cent-Münze entsprachen.

### System der Trinkpack AG
Ende 2002 wurde außerdem das System der Trinkpack AG unter Beteiligung der Alba-Gruppe, der Jakob Becker GmbH & Co. KG sowie der Nehlsen AG vorgestellt. Es handelte sich dabei um Sicherheitsetiketten von Giesecke+Devrient, an denen erkennbar war, ob die Verpackungen bereits entwertet wurden oder nicht. In durchgeführten Tests betrug die Etikettiergeschwindigkeit nach eigenen Angaben bis zu 70.000 Verpackungen pro Stunde. Zu den Kunden der Trinkpack AG zählten im Januar 2003 nach eigenen Angaben auch die Handelsunternehmen WalMart, Lidl und Plus.
Ende September 2003 stellte die Trinkpack AG mit sofortiger Wirkung ihre Entwicklungsarbeiten für ein Rücknahmesystem ein. Begründet wurde diese Entscheidung unter anderem mit fehlender Rechtssicherheit und mit erwartbar hohen Kosten bei der verpflichtenden Rücknahme verschiedener Systeme ab dem Ende der Übergangslösungen im Oktober 2003.

### System der Deutsche Pfand AG
Die Deutsche Pfand AG war eine 100%ige Tochter der RWE Umwelt AG. Dieses System setzte auf Direktdruckverfahren und Etikettierverfahren, sodass ein scanbarer Code direkt auf die Getränkeverpackung gedruckt wurde. Vorteilhaft war hier das schnelle Zählen von bis zu 120.000 Codes pro Stunde. Die Rücknahme basierte auf Sammelcontainern (vergleichbar mit Altglascontainern), die jedoch zusätzlich mit einem Scanner und einem Lesegerät für eine Pfandkarte und eine EC-Karte ausgestattet waren. Wollte der Verbraucher nun eine Dose zurückgeben, musste er einen aufgedruckten Punkt abrubbeln, die Dose einwerfen und eine Pfandkarte einstecken. Erkannte der Scanner die Dose, wurde der Betrag auf der Pfandkarte gutgeschrieben und konnte in teilnehmenden Geschäften ausgezahlt oder dort mit einem Kaufpreis verrechnet werden.
Ausgetestet wurde dieses System in einer zweimonatigen Testphase an vier Standorten in Kaarst-Büttgen in Nordrhein-Westfalen. Ergebnisse dazu sind nicht bekannt.

### Insellösungen

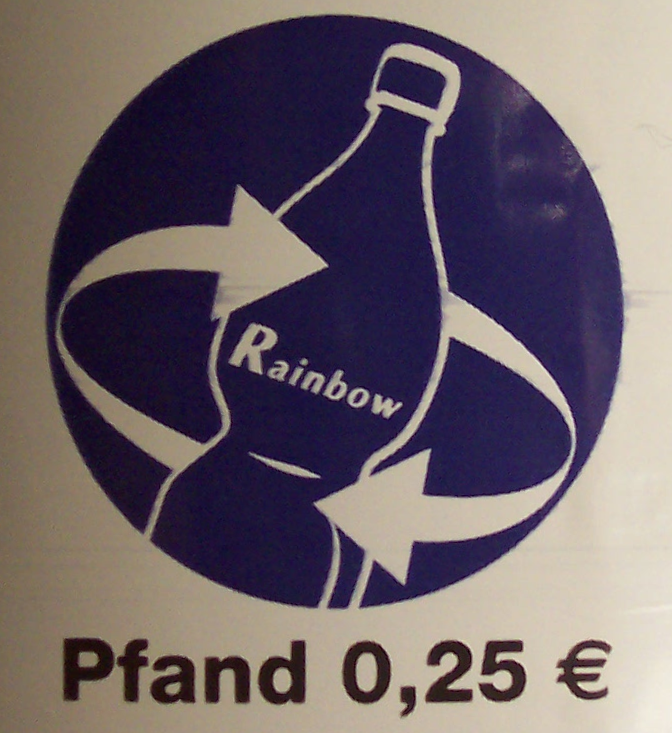
Logo auf Einwegverpackungen der Metro AG

Problematisch für ein einheitliches Rücknahmesystem war die Vielfalt der Insellösungen der großen Handelskonzerne. Indem in einem Geschäft ausschließlich Verpackungen vertrieben wurden, die sich in Art, Form oder Größe von den Verpackungen anderer Geschäfte unterschieden, mussten demnach auch nur die eigenen Verpackungen zurückgenommen werden. Die Discounter-Kette Aldi druckte dazu beispielsweise ein „A“ auf seine Einwegverpackungen, Metro nutzte das rechts gezeigte Logo. Diese minimale Änderung berechtigte die Handelskonzerne dazu, die geltende Verpackungsverordnung zu umgehen.

### Ergänzende Inhalte
- Mitteilung der Kommission zu Getränkeverpackungen, Pfandsysteme und freier Warenverkehr (Amtsblatt Nr. C 107/1). (PDF; 753 KB) In: eur-lex.europa.eu. Europäische Kommission, 9. Mai 2009.
- Untersuchung: Steuern oder Sonderabgaben für Getränkeverpackungen und ihre Lenkungswirkung. (PDF; 1.611 KB) In: nabu.de. Naturschutzbund Deutschland e.V. (NABU), Öko-Institut e.V., 4. November 2009.
- Ökobilanzieller Vergleich von Getränkekartons und PET-Einwegflaschen. (PDF; 1.203 KB) In: getraenkekarton.de. IFEU Heidelberg, August 2006.
- Benedikt Kauertz, Mirjam Busch, Jan Bader: Ökobilanzielle Betrachtung von Getränkeverbundkartons in Deutschland. (PDF; 2,6 MB) In: getraenkekarton.de. Juni 2020.